# بخش فایلینگو
بخش فایلینگو (به لاتین: Filingue Department) یک منطقهٔ مسکونی در نیجر است که در ناحیه تیلابری واقع شده‌است. بخش فایلینگو ۲۶٬۲۱۷ کیلومتر مربع مساحت و ۵۵۳٬۱۲۷ نفر جمعیت دارد.